# Leptoneta fagei
Leptoneta fagei là một loài nhện trong họ Leptonetidae.
Loài này thuộc chi Leptoneta. Leptoneta fagei được Eugène Simon miêu tả năm 1914.